# トコトンHappyサタデー
『トコトンHappyサタデー』（トコトンハッピーサタデー）は、2015年4月11日より長崎文化放送で放送されている、長崎県向けのローカル情報番組である。通称は『トコサタ』。

## 概要
2015年3月28日まで放送された『トコトン・サタデー』の後続番組として開始した。同年4月6日に開始した平日のローカル情報番組『トコトンHappy』の土曜版でもある。

## 放送時間
- 土曜 9:30 - 10:20（2015年4月11日 - 2018年3月31日）
- 土曜 9:30 - 11:00（2018年4月7日 - 2020年9月26日）
- 土曜 9:30 - 10:30（2020年10月3日 - ）
  - 2017年10月7日から、系列キー局テレビ朝日では『題名のない音楽会』（テレビ朝日制作）を本番組放送時間帯の一部である土曜10:00 - 10:30に枠移動することが決まったが[1]、長崎文化放送では先行ネットに移行するため[2]、本番組に影響はない。

## 出演者
- 羽地政義（長崎文化放送アナウンサー）- メインMC
- 上野敏子 - 土曜ご意見番
- 永田凜 - 土曜ご意見番
- 櫻田政信 - 気象予報士,天気コーナー担当
- ちんねん - リポーター（放送開始から2018年3月31日まではサブMC）
- 本宮沙樹 - リポーター
- 野上唯子 - リポーター
- 森あゆ - リポーター
- カレン・ドッド - リポーター

### 過去の出演者
- 宮﨑真実（長崎文化放送アナウンサー）- メインMC
- 久長美奈子（元長崎文化放送アナウンサー）- メインMC
- 藤坂奈央（元長崎文化放送アナウンサー）- サブMC
- 小川亜希子 - 気象予報士,天気コーナー担当
- 浦田紗絵子 - リポーター
- 麻生志保 - リポーター
- 三井雄司 - リポーター
- 吉里汐音 - リポーター

## 主なコーナー
- まるたかガラポンチャレンジ

### 過去のコーナー
- まるたかクイズで1万円
- 気象予報士小川亜希子の30（サンマル）ハッピー天気